# Municipio de Sagua de Tánamo
Municipio de Sagua de Tánamo är en kommun i Kuba.   Den ligger i provinsen Provincia de Holguín, i den östra delen av landet, 800 km öster om huvudstaden Havanna.